# Barry Maister
Barry John Maister, ONZM (nascido a 6 de Junho de 1948 em Christchurch, Nova Zelândia) é um ex-jogador de hóquei em campo da Nova Zelândia, que integrou a selecção naciomal campeã Olímpica em 1976, em Montreal. Ele é também um membro actual do Comité Olímpico Internacional, desde 2010.

O ex-atleta foi igualmente professor na escola durante grande parte da sua carreira, e vice-director escolar durante 15 anos. Durante a sua carreira no hóquei disputou 85 jogos pela Nova Zelândia, sendo seleccionado para quatro Jogos Olímpicos. Maister foi distinguido pela Ordem de Mérito da Nova Zelândia em 2012, devido à sua carreira desportiva.